# Conus delessertii
Conus delessertii är en snäckart som beskrevs av Recluz 1843. Conus delessertii ingår i släktet Conus och familjen kägelsnäckor. Inga underarter finns listade i Catalogue of Life.

## Bildgalleri

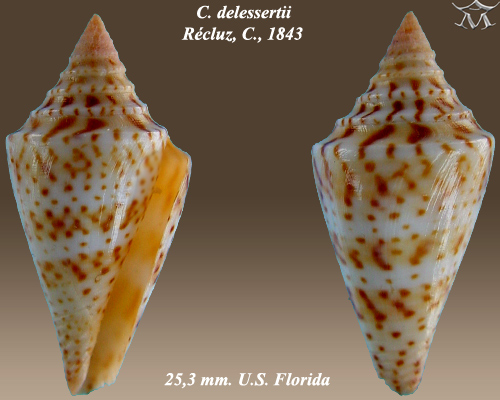